# 강릉과학산업진흥원
강릉과학산업진흥원(江陵科學産業進興院, Gang-neung Science Industry Foundation ; GSIF)은 강릉과학산업단지 지정에 따라 이를 환태평양 R&BD 거점 지역으로 육성하기 위해 설립된 강릉시청 산하 재단법인이다. 강원특별자치도 강릉시 과학단지로 106-41 (대전동)에 위치하고 있다.

## 설립 근거
- 강릉과학산업진흥원 설립 및 운영지원 등에 관한 조례

## 연혁
- 2003년 1월 재단법인 강릉해양바이오진흥원 설립
- 2003년 2월 재단법인 강릉정보산업진흥원 설립
- 2005년 9월 강릉정보산업지원센터 준공
- 2005년 12월 강릉해양바이오산업지원센터 준공
- 2007년 6월 통합법인 설립을 위한 발기인 대회
- 2007년 7월 재단법인 강릉과학산업진흥원 설립
- 2007년 10월 기존 재단법인 강릉해양바이오진흥원 및 강릉정보산업진흥원 해산
- 2010년 8월 초대 최종대 원장 퇴임
- 2010년 10월 제2대 정상기 원장 취임
- 2011년 12월 조직 개편 (R&D혁신사업단 → 강원과학기술진흥센터)

## 주요 업무
- 강릉 과학일반 지방 산업단지의 조성·운영에 관한 기본시책의 강구
- 목적사업을 효율적으로 추진할 수 있는 재산의 확보 및 확대
- 산·학·연·관의 연계를 통한 공동기술 개발
- 과학산업 기술 인력의 교육 및 훈련
- 신기술 사업자의 창업 및 성장보육
- 과학산업과 기술에 관한 정보의 교류
- 연구개발 시설 및 장비의 공동이용 및 활용
- 시험생산 지원과 기술이전 및 사업화
- 경영 및 기술지도, 마케팅, 디자인 등의 지원
- 시험, 인증 등의 지원
- 지역혁신주체 간 연계 체계구축 및 인프라의 효율적 활용 촉진
- 지역산업과 관련된 기획·평가
- 지역 전략산업 혁신 인프라 구축 및 인프라의 효율적인 활용 촉진
- 재단의 사업목적 달성을 위한 재단의 토지·건물·장비 임대사업 등
- 정부기관 및 자치단체 등의 위임·위탁사업
- 기타 재단의 설립 목적 달성을 위하여 필요한 사업

## 조직

### 운영위원회

#### 경영지원실
- 행정운영팀
- 시설운영팀

#### 강원과학기술진흥센터
- 연구개발지원팀
- 사업화지원팀

#### 해양바이오융합사업단
- 기업지원팀
- 연구시험팀
- 생산지원팀

#### 정보문화사업단
- 정보문화육성팀
- 창조경제진흥팀